# Nassella asplundii
Nassella asplundii är en gräsart som beskrevs av Albert Spear Hitchcock. Nassella asplundii ingår i släktet nassellor, och familjen gräs. Inga underarter finns listade i Catalogue of Life.